# Księżniczka na ziarnku grochu
Księżniczka na ziarnku grochu (duń. Prinsessen på Ærten) – baśń autorstwa Hansa Christiana Andersena, wydana po raz pierwszy w 1835 roku w pierwszym zbiorze baśni tego pisarza.
Andersen twierdził, że słyszał tę opowieść w dzieciństwie, jednak nie została ona odnotowana przez badaczy duńskiego folkloru.

## Adaptacje filmowe
- Księżniczka na ziarnku grochu – polska bajka muzyczna
- Księżniczka na grochu – radziecki film z 1976 roku
- Księżniczka na ziarnku grochu – amerykański film animowany z 2002 roku
- Księżniczka na ziarnku grochu – niemiecki film z 2010 roku